# Nervus obturatorius
De nervus obturatorius in de menselijke anatomie is een zenuw die ontspringt uit de plexus lumbaris, een netwerk van zenuwen in het onderste gedeelte van de rug. De nervus obturatorius verzorgt de bezenuwing van de adductoren, een groep spieren in het bovenbeen: de musculus pectineus, de musculus gracilis en de musculus adductor longus/brevis/magnus.
De nervus obturatorius daalt na de aftakking van de plexus lumbaris achter de musculus psoas major, loopt door het kleine bekken en loopt via een zenuwkanaal in de dij. Daar is een aftakking van motorische zenuwen naar de musculus obturatorius externus alvorens de hoofdtak zelf zich vertakt in twee takken, een voorste en een achterste tak, van elkaar gescheiden door de korte dijaanvoerder.